# Moulis-en-Médoc
 Moulis-en-Médoc egy francia település Gironde megyében az Aquitania régióban. Lakosainak száma 1917 fő (2022. január 1.).

## Adminisztráció
Polgármesterek:
- 2008–2020 Christian Lagarde

## Demográfia
| Lakosok száma | 972  | 1208 | 1326 | 1596 | 1799 | 1806 | 1830 | 1877 | 1893 | 1917 |
|               | 1968 | 1982 | 1990 | 2006 | 2013 | 2015 | 2017 | 2019 | 2020 | 2022 |

## Látnivalók
- Saint-Saturnin templom
- Le château Maucaillou